# 2e régiment de cuirassiers de la Garde impériale
Pour les articles homonymes, voir 2e régiment.
Le 2e régiment de cuirassiers de la Garde impériale est une unité de cavalerie lourde de la Garde impériale du Second Empire français. Il est créé en 1855 avant de fusionner dix ans plus tard avec le 1er régiment de cuirassiers de la Garde impériale pour former le régiment de cuirassiers de la Garde impériale.

## Historique des garnisons, combats et batailles
Le régiment est formé le 20 décembre 1855. De 1856 à 1858, il tient successivement garnison à Meaux, Compiègne, Paris et Saint-Germain-en-Laye.
En 1859, il fait partie de la division de cavalerie de la Garde de l'armée d'Italie. Il participe à la bataille de Solférino sans être engagé.
Il rentre en France et prend garnison à Fontainebleau fin 1859 puis en 1861 à Paris. L'année suivante, il s'installe à Saint-Germain puis Meaux. En 1864, Saint-Germain et en 1865 Paris puis Melun.
Selon le décret du 15 novembre 1865, le 2e régiment de cuirassiers de la Garde fusionne le 20 décembre avec le 1er régiment pour reformer le régiment de cuirassiers de la Garde impériale.

## Chefs de corps
- 1855 : colonel baron Mignot de la Martinière[1]
- 1859 : colonel Savaresse[3]

## Uniforme
L'uniforme du 2e régiment de cuirassiers de la Garde est composé de :
- une capote-tunique en drap bleu clair, avec collet, pattes de parements et doublure de jupes écarlates, boutons blancs à aigle, épaulettes et aiguillettes en fil blanc ;
- pantalon de grande tenue en croisé de laine blanc mat et pantalon garance à passepoils bleu foncé ;
- manteau en drap garance ;
- casque en acier à cimier de cuivre, crinière noire flottante et plumet écarlate ;
- buffleterie blanche, giberne portant un aigle ;
- bottes de grande tenue à hautes tiges raides avec éperons à la chevalière et bottes de petite tenue du modèle général ;
- cuirasse en acier.